# FC Slovan Brno
FC Slovan Brno (celým názvem: Football Club Slovan Brno) je český fotbalový klub, který sídlí v brněnském Juliánově v Jihomoravském kraji. Založen byl roku 1982. Od sezony 2024/25 hraje I. B třídu Jihomoravského kraje (7. nejvyšší soutěž).
Své domácí zápasy odehrává na hřišti Pod Sídlištěm (A-mužstvo, starší dorost a mladší dorost) s kapacitou 1 300 lidí či na hřišti Bělohorská (Staří páni, B-mužstvo, žactvo a přípravky) s místem pro 600 diváků. Obě hřiště mají travnatý povrch.
Hrál zde mj. bývalý prvoligový brankář Radim Vlasák.

## Historické názvy
Zdroj: 
- 1982 – TJ Slovan ŠZ Brno (Tělovýchovná jednota Slovan Šmeralovy závody Brno)
- 1992 – FC Slovan Brno (Football Club Slovan Brno)
- 2014 – FC Slovan Brno, z. s. (Football Club Slovan Brno, zapsaný spolek)

## Umístění v jednotlivých sezonách
Stručný přehled
Zdroj: 
- 1991–1993: I. B třída Jihomoravské župy – sk. C
- 1993–1994: I. A třída Jihomoravské župy – sk. B
- 1994–1997: I. A třída Jihomoravské župy – sk. A
- 1997–2002: I. A třída Jihomoravské župy – sk. B
- 2002–2003: I. A třída Jihomoravského kraje – sk. A
- 2003–2006: I. B třída Jihomoravského kraje – sk. A
- 2006–2007: I. A třída Jihomoravského kraje – sk. B
- 2007–2016: I. A třída Jihomoravského kraje – sk. A
- 2016–2018: I. B třída Jihomoravského kraje – sk. A
- 2018– : I. A třída Jihomoravského kraje – sk. A

Jednotlivé ročníky
Zdroj: 
Legenda: Z – zápasy, V – výhry, R – remízy, P – porážky, VG – vstřelené góly, OG – obdržené góly, +/− – rozdíl skóre, B – body, červené podbarvení – sestup, zelené podbarvení – postup, fialové podbarvení – reorganizace, změna skupiny či soutěže
| Československo (1991 – 1993) |                                         |        |    |     |     |     |     |     |     |    |        |
| Sezóny                       | Liga                                    | Úroveň | Z  | V   | R   | P   | VG  | OG  | +/− | B  | Pozice |
| 1991/92                      | I. B třída Jihomoravské župy – sk. C    | 7      | 26 | 11  | 8   | 7   | 50  | 39  | +11 | 30 | 3.     |
| 1992/93                      | I. B třída Jihomoravské župy – sk. C    | 7      | 26 | 15  | 8   | 3   | 58  | 27  | +31 | 38 | 1.     |
| Česko (1993 – )              |                                         |        |    |     |     |     |     |     |     |    |        |
| Sezóny                       | Liga                                    | Úroveň | Z  | V   | R   | P   | VG  | OG  | +/− | B  | Pozice |
| 1993/94                      | I. A třída Jihomoravské župy – sk. B    | 6      | 26 | 11  | 4   | 11  | 29  | 35  | −6  | 37 | 8.     |
| 1994/95                      | I. A třída Jihomoravské župy – sk. A    | 6      | 26 | 7   | 11  | 8   | 39  | 39  | 0   | 32 | 12.    |
| 1995/96                      | I. A třída Jihomoravské župy – sk. A    | 6      | 26 | 9   | 3   | 14  | 39  | 47  | −8  | 30 | 11.    |
| 1996/97                      | I. A třída Jihomoravské župy – sk. A    | 6      | 26 | 10  | 5   | 11  | 48  | 50  | −2  | 35 | 8.     |
| 1997/98                      | I. A třída Jihomoravské župy – sk. B    | 6      | 26 | 12  | 5   | 9   | 39  | 42  | −3  | 41 | 6.     |
| 1998/99                      | I. A třída Jihomoravské župy – sk. B    | 6      | 26 | 8   | 10  | 8   | 37  | 33  | +4  | 34 | 7.     |
| 1999/00                      | I. A třída Jihomoravské župy – sk. B    | 6      | 26 | ... | ... | ... | ... | ... | ... |    |        |
| 2000/01                      | I. A třída Jihomoravské župy – sk. B    | 6      | 26 | 9   | 7   | 10  | 54  | 57  | −3  | 34 | 10.    |
| 2001/02                      | I. A třída Jihomoravské župy – sk. B    | 6      | 26 | 9   | 4   | 13  | 45  | 44  | +1  | 31 | 9.     |
| 2002/03                      | I. A třída Jihomoravského kraje – sk. A | 6      | 26 | 7   | 3   | 16  | 29  | 51  | −22 | 24 | 14.    |
| 2003/04                      | I. B třída Jihomoravského kraje – sk. A | 7      | 26 | 9   | 8   | 9   | 70  | 50  | +20 | 35 | 8.     |
| 2004/05                      | I. B třída Jihomoravského kraje – sk. A | 7      | 26 | 14  | 3   | 9   | 53  | 35  | +18 | 45 | 3.     |
| 2005/06                      | I. B třída Jihomoravského kraje – sk. A | 7      | 26 | 18  | 5   | 3   | 75  | 30  | +45 | 59 | 1.     |
| 2006/07                      | I. A třída Jihomoravského kraje – sk. B | 6      | 26 | 9   | 4   | 13  | 45  | 47  | −2  | 31 | 11.    |
| 2007/08                      | I. A třída Jihomoravského kraje – sk. A | 6      | 24 | 9   | 3   | 12  | 42  | 49  | −7  | 30 | 9.     |
| 2008/09                      | I. A třída Jihomoravského kraje – sk. A | 6      | 26 | 10  | 5   | 11  | 55  | 57  | −2  | 35 | 8.     |
| 2009/10                      | I. A třída Jihomoravského kraje – sk. A | 6      | 26 | 11  | 4   | 11  | 44  | 44  | 0   | 37 | 8.     |
| 2010/11                      | I. A třída Jihomoravského kraje – sk. A | 6      | 26 | 14  | 4   | 8   | 46  | 30  | +16 | 46 | 3.     |
| 2011/12                      | I. A třída Jihomoravského kraje – sk. A | 6      | 26 | 8   | 11  | 7   | 60  | 48  | +12 | 35 | 8.     |
| 2012/13                      | I. A třída Jihomoravského kraje – sk. A | 6      | 26 | 13  | 3   | 10  | 61  | 39  | +22 | 42 | 4.     |
| 2013/14                      | I. A třída Jihomoravského kraje – sk. A | 6      | 26 | 13  | 5   | 8   | 42  | 37  | +5  | 44 | 4.     |
| 2014/15                      | I. A třída Jihomoravského kraje – sk. A | 6      | 26 | 14  | 5   | 7   | 52  | 34  | +18 | 47 | 3.     |
| 2015/16                      | I. A třída Jihomoravského kraje – sk. A | 6      | 26 | 1   | 7   | 18  | 29  | 76  | −47 | 10 | 14.    |
| 2016/17                      | I. B třída Jihomoravského kraje – sk. A | 7      | 26 | 8   | 7   | 11  | 34  | 52  | −18 | 31 | 10.    |
| 2017/18                      | I. B třída Jihomoravského kraje – sk. A | 7      | 26 | 19  | 3   | 4   | 58  | 22  | +36 | 60 | 1.     |
| 2018/19                      | I. A třída Jihomoravského kraje – sk. A | 6      | 26 | 10  | 5   | 11  | 39  | 51  | −12 | 35 | 8.     |
| 2019/20                      | I. A třída Jihomoravského kraje – sk. A | 6      |    |     |     |     |     |     |     |    |        |

## FC Slovan Brno „B“
FC Slovan Brno „B“ je rezervním týmem Slovanu Brno, který se pohybuje v brněnských městských soutěžích.

### Umístění v jednotlivých sezonách
Stručný přehled
Zdroj: 
- 1993–1994: Brněnská městská soutěž
- 1998–2003: Brněnský městský přebor
- 2003–2006: bez soutěže
- 2006–2007: Brněnská základní třída
- 2007–2008: Brněnská městská soutěž
- 2008– : Brněnský městský přebor

Jednotlivé ročníky
Zdroj: 
Legenda: Z – zápasy, V – výhry, R – remízy, P – porážky, VG – vstřelené góly, OG – obdržené góly, +/− – rozdíl skóre, B – body, červené podbarvení – sestup, zelené podbarvení – postup, fialové podbarvení – reorganizace, změna skupiny či soutěže
| Česko (1993 – )                                                 |                         |        |    |     |     |     |     |     |     |    |        |
| Sezóny                                                          | Liga                    | Úroveň | Z  | V   | R   | P   | VG  | OG  | +/− | B  | Pozice |
| 1993/94                                                         | Brněnská městská soutěž | 9      | 26 | 9   | 3   | 14  | 49  | 60  | −11 | 21 | 11.    |
| ...                                                             |                         |        |    |     |     |     |     |     |     |    |        |
| 1998/99                                                         | Brněnský městský přebor | 8      | 30 | 16  | 5   | 9   | 74  | 63  | +11 | 37 | 2.     |
| 1999/00                                                         | Brněnský městský přebor | 8      | 26 | ... | ... | ... | ... | ... | ... |    |        |
| 2000/01                                                         | Brněnský městský přebor | 8      | 26 | ... | ... | ... | ... | ... | ... |    | 8.     |
| 2001/02                                                         | Brněnský městský přebor | 8      | 24 | 6   | 5   | 13  | 39  | 50  | −11 | 23 | 11.    |
| 2002/03                                                         | Brněnský městský přebor | 8      | 26 | 10  | 5   | 11  | 40  | 61  | −21 | 35 | 8.     |
| V období 2003–2006 nebylo B-mužstvo přihlášeno v žádné soutěži. |                         |        |    |     |     |     |     |     |     |    |        |
| 2006/07                                                         | Brněnská základní třída | 10     | 20 | 16  | 2   | 2   | 83  | 24  | +59 | 50 | 1.     |
| 2007/08                                                         | Brněnská městská soutěž | 9      | 22 | 16  | 3   | 3   | 75  | 37  | +38 | 51 | 1.     |
| 2008/09                                                         | Brněnský městský přebor | 8      | 26 | 11  | 2   | 13  | 52  | 58  | −6  | 35 | 8.     |
| 2009/10                                                         | Brněnský městský přebor | 8      | 26 | 9   | 4   | 13  | 46  | 74  | −28 | 31 | 10.    |
| 2010/11                                                         | Brněnský městský přebor | 8      | 26 | 11  | 3   | 12  | 45  | 58  | −13 | 36 | 9.     |
| 2011/12                                                         | Brněnský městský přebor | 8      | 26 | 13  | 5   | 8   | 72  | 58  | +14 | 44 | 5.     |
| 2012/13                                                         | Brněnský městský přebor | 8      | 26 | 9   | 5   | 12  | 56  | 70  | −14 | 32 | 7.     |
| 2013/14                                                         | Brněnský městský přebor | 8      | 26 | 12  | 5   | 9   | 67  | 70  | −3  | 41 | 6.     |
| 2014/15                                                         | Brněnský městský přebor | 8      | 26 | 12  | 4   | 10  | 80  | 60  | +20 | 40 | 5.     |
| 2015/16                                                         | Brněnský městský přebor | 8      | 24 | 10  | 5   | 9   | 65  | 62  | +3  | 35 | 5.     |
| 2016/17                                                         | Brněnský městský přebor | 8      | 26 | 10  | 4   | 12  | 73  | 72  | +1  | 34 | 10.    |
| 2017/18                                                         | Brněnský městský přebor | 8      | 26 | 10  | 6   | 10  | 69  | 80  | −11 | 36 | 7.     |
| 2018/19                                                         | Brněnský městský přebor | 8      | 26 | 8   | 2   | 16  | 58  | 91  | −33 | 26 | 10.    |
| 2019/20                                                         | Brněnský městský přebor | 8      |    |     |     |     |     |     |     |    |        |